# Toranj Mendoza
Mendoza je utvrđeni toranj koji se nalazi u gradu Mendoza, u blizini Vitorije (Alava, Baskija, Španjolska). Izgrađen je u 13. stoljeću kao rezidencija obitelji Mendoza, ali bilo ga je nužno zatvoriti za posjetitelje jer udovoljava propisanim standardima pristupačnosti.

## Povijest
Iñigo López de Mendoza je dao igraditi toranj Mendoza početkom trinaestog stoljeća. Pripomogao je u Bitci Las Navas de Tolosa godine 1212. te pridonijeli razbijanju lanaca ograda koje su čuvale šator Almohade Nasir Muhammed Miramamolin (1199. – 1213.), dodaje se u svoj grb skuta sa žicama.
Vojvode od Infantada (Duques del Infantado), potomci Iñiga Lópeza su zadržali toranj u svom posjedu sve do 1856., kada ga je kupio vitorijanac Bruno Martinez de Aragon y Fernandez de Gamboa.
Godine 1984. toranj je proglašen za kulturnim dobrom Bien de Interés Cultural.
Dana 15. prosinca 2012., nakon pedeset godina zahtjeva upućivanih vijeću Alave, vraćen je svojim vlasnicima.

## Vanjske poveznice
- http://www.castillosnet.org/espana/informacion.php?ref=VI-CAS-021  Arhivirana inačica izvorne stranice od 29. studenoga 2014. (Wayback Machine)
- http://www.vitoriatoday.com/vitoriatoday/Alava/mendoza.htm